# Gertrud Åhlander
Gertrud Åhlander, född 13 februari 1867 i Gävle, död i januari 1947 i Norrköping, var en svensk teckningslärare och målare.
Hon var dotter till civilingenjören Alfred Vilhelm Åhlander och Josefina Elisabet Isodora Ladau. Åhlander utexaminerades från Tekniska skolans konstindustrilinje 1898 och var därefter verksam som teckningslärare vid Norrköpings norra flickläroverk 1901–1915. Hennes konst består av oljemålningar med motiv från Norrköpingstrakten. Åhlander är begravd på Matteus begravningsplats i Norrköping.